# Perseverance (rover)
Perseverance, poreclit Percy, este un rover marțian de dimensiunea unei mașini conceput pentru a explora craterul Jezero de pe planeta Marte, ca parte a misiunii NASA Mars 2020. A fost fabricat de Jet Propulsion Laboratory și lansat la 30 iulie 2020 11:50 UTC. Confirmarea că roverul a aterizat pe Marte a fost primită la 18 februarie 2021 20:55 UTC. La data de 4 aprilie 2025, Perseverance se află pe Marte de 1465 soli (1506 zile terestre) de la aterizare.
Perseverance are un design similar cu predecesorul rover, Curiosity, de la care a fost modernizat moderat; este dotat cu  șapte instrumente principale, 19 camere și două microfoane. Roverul transportă, de asemenea, mini-elicopterul Ingenuity, un aparat de zbor experimental care a făcut primul zbor cu motor pe o altă planetă la 19 aprilie 2021.
Obiectivele roverului includ căutarea unor medii marțiene trecute capabile să susțină viața, căutarea unei posibile vieți microbiene în acele medii, colectarea de probe de rocă și sol care vor fi stocate pe suprafața marțiană și testarea producției de oxigen din atmosfera marțiană pentru pregătirea viitoarele misiuni cu echipaj uman.

## Misiune

### Obiective științifice
Roverul Perseverance are patru obiective științifice:
1. Căutare habitabilitate: identificarea mediilor din trecut capabile să susțină viața microbiană.
2. Căutarea de biosemnături: căutarea unor semne ale unei posibile vieți microbiene trecute în acele medii locuibile, în special în roci cunoscute pentru păstrarea semnelor în timp.
3. Eșantionarea: colectarea probelor de rocă și regulit („sol”) și păstrarea pe suprafața marțiană
4. Pregătirea misiunilor umane: testarea producției de oxigen în atmosfera marțiană.

### Istoric

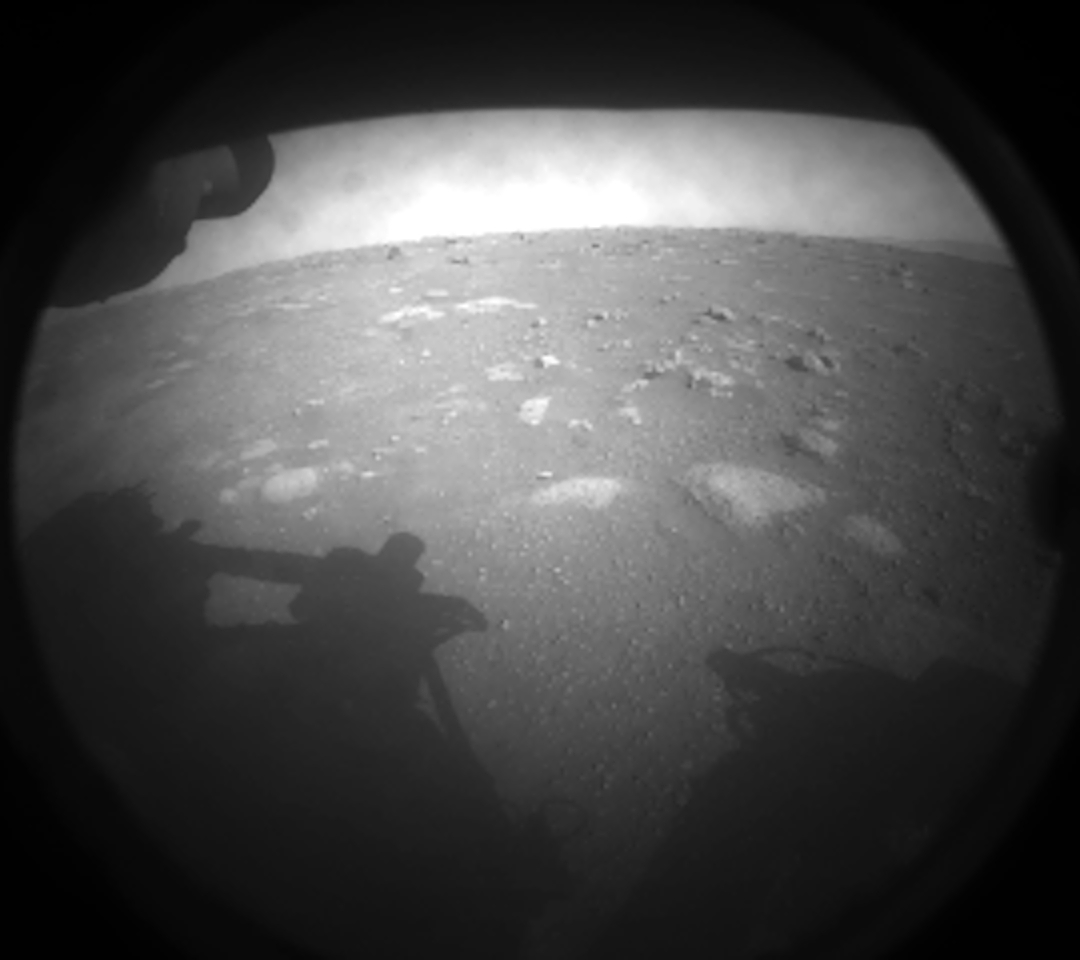
Perseverance – prima imagine brută (cameră frontală stânga de evitare a pericolelor) – aterizare pe Marte (18 februarie 2021)

În ciuda succesului aterizării roverului Curiosity în august 2012, Programul NASA Mars Exploration se afla la începutul anilor 2010 într-o stare de incertitudine. Reducerile bugetare au forțat NASA să renunțe la o colaborare planificată cu Agenția Spațială Europeană și să anuleze o misiune. Până în vara anului 2012, un program care până atunci lansase o misiune pe Marte o dată la doi ani s-a trezit brusc fără nici o misiune aprobată după anul 2013.
În 2011, un raport al Academiilor Naționale de Științe, Inginerie și Medicină care conține un set influent de recomandări făcute de comunitatea științei planetare, a afirmat că prioritatea maximă a programului de explorare planetară al NASA în deceniul 2013-2022 ar trebui să înceapă o campanie de returnare a eșantionelor de pe Marte, un proiect cu trei misiuni pentru colectarea, lansarea și returnarea în siguranță a probelor de pe suprafața marțiană pe Terra. Raportul a afirmat că NASA ar trebui să investească într-un rover de eșantionare ca prim pas în acest efort, cu scopul de a menține costurile sub 2,5 miliarde de dolari.
După succesul rover-ului Curiosity și ca răspuns la recomandările raportului, NASA și-a anunțat intenția de a lansa o nouă misiune de rover marțian până în 2020 la conferința Uniunii Geofizice Americane din decembrie 2012.

### Proiectare

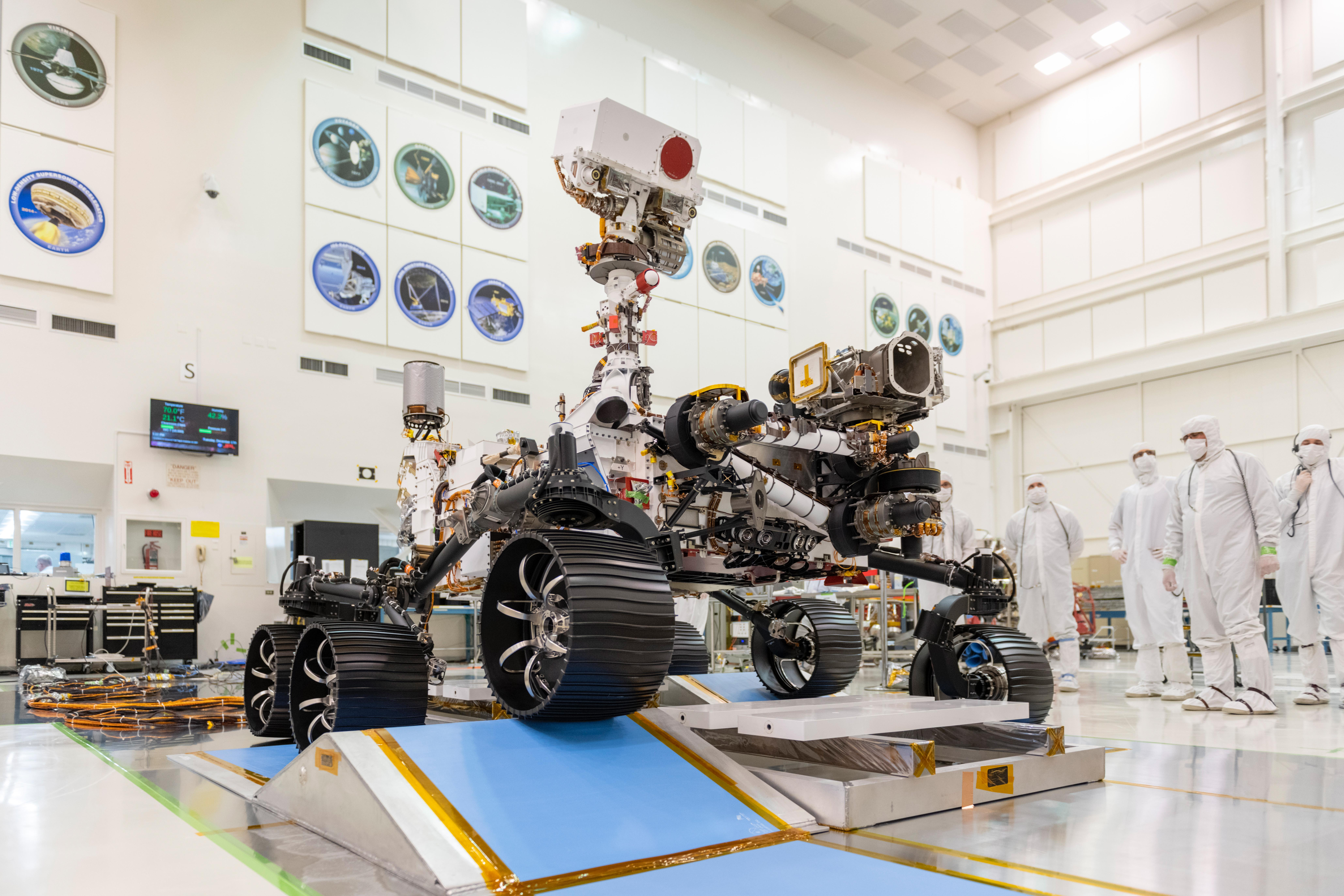
Perseverance la Jet Propulsion Laboratory, California

Rover-ul Perseverance se bazează pe designul predecesorului său, Curiosity. În timp ce există diferențe în ceea ce privește instrumentele științifice și ingineria necesară pentru a le susține, întregul sistem de aterizare (inclusiv sistemul de aterizare Skycrane și scutul termic) și șasiul roverului pot fi recreate în mod esențial fără altă inginerie sau cercetare. Aceasta reduce riscul tehnic global pentru misiune, economisind fonduri și timp pentru dezvoltare. Una dintre actualizări este o tehnică de ghidare și control denumită "Terrain Relative Navigation" pentru reglarea fină a direcției în momentele finale ale aterizării. Perseverence are roți mai robuste decât Curiosity, care au suferit unele daune pe Marte. Roverul are roți din aluminiu mai groase, mai rezistente, cu lățime redusă și un diametru mai mare (52,5 cm ) față de roțile lui Curiosity de 50 cm. Roțile din aluminiu sunt acoperite cu cleme pentru tracțiune și spițe curbate din titan pentru sprijin elastic. Precum Curiosity, roverul include un braț robotic, deși la Perseverance brațul este mai lung și mai puternic, măsurând 2,1 m lungime. Brațul conține un mecanism elaborat de prelevare de probe pentru a stoca probe geologice de pe suprafața marțiană în tuburi ultra-curate.
Combinația dintre suita de instrumente mai mare, noul sistem de eșantionare și roțile modificate face ca Perseverance să fie cu 14% mai greu decât predecesorul său (1.025 kg față de 899 kg).
Generatorul de energie al roverului (MMRTG) are o masă de 45 kg și folosește 4,8 kg de oxid de plutoniu-238 ca sursă de energie. Descompunerea naturală a plutoniu-238 degajă căldură care este transformată în electricitate  – aproximativ 110 wați la lansare. Acest lucru va scădea în timp, pe măsură ce sursa de alimentare se descompune. MMRTG încarcă două baterii litiu-ion care alimentează activitățile rover-ului și trebuie reîncărcate periodic. Spre deosebire de panourile solare, MMRTG oferă inginerilor o flexibilitate semnificativă în operarea instrumentelor rover-ului chiar și noaptea, în timpul furtunilor de praf și în timpul iernii.
Computerul rover-ului folosește un BAE RAD750 cu o singură placă întărită la radiații, are 128 megabytes de memorie DRAM și rulează la 133 MHz. Software-ul de zbor poate accesa 4 gigabytes de memorie nevolatilă NAND pe un card separat.
JPL a construit o copie a roverului care a rămas pe Pământ. Numit OPTIMISM (Operational Perseverance Twin for Integration of Mechanisms and Instruments Sent to Mars), este găzduit la JPL Mars Yard și este utilizat pentru a testa procedurile operaționale și pentru a ajuta la rezolvarea situațiilor în cazul în care apar probleme cu Perseverance.
Împreună cu Perseverance călătorește și elicopterul experimental, numit Ingenuity. Această dronă elicopter alimentată cu energie solară are o masă de 1,8 kg și  în timpul misiunii sale planificate de 30 de zile urmează să demonstreze stabilitatea zborului și potențialul de a căuta rute ideale pentru conducerea roverului. În afară de o cameră, nu poartă instrumente științifice.

### Nume
Thomas Zurbuchen, administrator asociat al Direcției Misiunii Științifice a NASA, a ales numele Perseverance în urma unui concurs destinat tuturor elevilor din școlile primare și secundare din Statele Unite care a atras peste 28.000 de propuneri. La 5 martie 2020, s-a anunțat câștigătorul – un elev din clasa a șaptea din Virginia, Alexander Mather. În plus față de onoarea de a numi roverul, Mather și familia sa au fost invitați la Centrul Spațial Kennedy al NASA pentru a urmări lansarea roverului în iulie 2020 de la Stația Forței Spațiale Cape Canaveral din Florida.

### Asolizare
După o călătorie de 480 de milioane de km realizată în 7 luni, dispoztivul spațial a intrat în atmosfera superioară a planetei Marte cu viteza de aprozimativ 20.000 km/h și în doar aproximativ 7 minute a încetinit până la 0 km/h, când roverul a fost așezat pe solul marțian. Aterizarea a fost mai precisă decât orice aterizare anterioară pe Marte; o performanță permisă de experiența dobândită de la aterizarea Curiosity și de utilizarea noii tehnologii de direcție.
O astfel de tehnologie nouă este Terrain Relative Navigation (TRN), o tehnică în care roverul folosește camerele sale pentru a fotografia suprafața marțiană pe măsură ce se apropie în viteză de aceasta și le compară cu hărțile pe care le are, permițându-i să facă ajustări de ultim moment la cursul său. De asemenea, rover-ul folosește imaginile pentru a selecta un loc de aterizare sigur în ultimul moment, permițându-i să aterizeze pe terenuri relativ periculoase. Acest lucru îi permite să aterizeze mult mai aproape de obiectivele sale științifice decât misiunile anterioare, care trebuiau să folosească o elipsă de aterizare lipsită de pericole.
Aterizarea cu succes a Perseverance în craterul Jezero a fost anunțată la 20:55 UTC la 18 februarie 2021 Roverul a aterizat la  18°26′41″N 77°27′03″E / 18.4447°N 77.4508°E. semnalul de pe Marte durând circa 11 minute pentru a ajunge pe Pământ.
Aterizarea a avut loc după-amiaza târziu, primele imagini făcute fiind la 15:53:58 (ora locală medie solară). Platforma de aterizare („sky crane”), parașuta și scutul termic se află la 1,5 km de rover (vezi imaginea din satelit). Coborârea cu parașuta a roverului Perseverance a fost fotografiată de camera de înaltă rezoluție HiRISE de pe Mars Reconnaissance Orbiter (MRO).
Craterul Jezero a fost selectat ca loc de debarcare pentru această misiune, în parte, deoarece este locul unui vechi lac iar aceste bazine tind să conțină perclorați. Studii în medii analogice de pe Pământ sugerează că compoziția craterului, inclusiv depozitele de pe fundul craterului acumulate din trei surse diferite din zonă, este un loc probabil pentru a descoperi dovezi ale microbilor care reduc percloratul, dacă astfel de bacterii trăiesc sau au trăit anterior pe Marte.
La câteva zile după aterizare, Perseverance a transmis primul audio înregistrat pe suprafața lui Marte, captând sunetul vântului marțian. La 5 martie 2021 NASA a numit oficial locul de aterizare al roverului Octavia E. Butler.

## Instrumente științifice
Pe baza obiectivelor științifice, au fost evaluate aproape 60 de propuneri  pentru instrumentația roverului și, la 31 iulie 2014, NASA a anunțat încărcătura utilă pentru rover.
- PIXL (Planetary Instrument For X-Ray Lithochemistry), un instrument de scanare cu raze X pentru a determina compoziția și structura rocilor și sedimentelor de pe de pe suprafața marțiană.[42][43]
- RIMFAX (Radar Imager for Mars' subsurface experiment), un radar care sondează terenul de sub rover pentru a descrie densitățile diferite ale solului, straturi structurale, roci îngropate, meteoriți și detectarea gheții subterane.[44][45][46] Este situat în spatele inferior al "corpului" rover-ului.
- MEDA (Mars Environmental Dynamics Analyzer), un set de senzori care măsoară temperatura, viteza și direcția vântului, presiunea, umiditatea relativă, radiația și dimensiunea și forma prafului. Acesta va fi furnizat de Centrul spaniol de astrobiologie.[47]
- MOXIE (Mars Oxygen ISRU Experiment), o tehnologie care va produce o mică cantitate de oxigen (O2) din dioxidul de carbon marțian (CO2).[48] Această tehnologie ar putea fi extinsă în viitor pentru sprijinirea vieții umane sau pentru a face combustibilul pentru rachete pentru misiunile de întoarcere.[49]
- SuperCam, o suită de instrumente care poate oferi o analiză a compoziției chimice și mineralogice a rocilor de la distanță. Este o versiune îmbunătațită a ChemCam de pe roverul Curiosity, dar cu două lasere și patru spectrometre care îi permit să identifice de la distanță biosemnatura și să evalueze habitatele trecute.[50]
- Mastcam-Z, o cameră de filmat cu rezoluție ridicată și zoom optic performant care va putea studia structura rocilor de la distanță.
- SHERLOC (Scanning Habitable Environments with Raman and Luminescence for Organics and Chemicals),  un spectrometru ultraviolet Raman care utilizează imagistică la scară redusă și un laser cu raze ultraviolete (UV) pentru a determina mineralogia la scară mică și a detecta compușii organici.[51][52]

Există camere suplimentare și, pentru prima dată pe o sondă pe Marte, două microfoane audio, care vor fi utilizate pentru suport tehnic în timpul aterizării, conducerii și colectării probelor.

## Cost

Costurile anuale ale NASA pentru roverul Perseverance pentru dezvoltarea și misiunile sale principale.

NASA intenționează să investească aproximativ 2,75 miliarde USD în proiect pe parcursul a 11 ani, inclusiv 2,2 miliarde USD pentru dezvoltarea și construirea hardware-ului, 243 milioane USD pentru servicii de lansare și 291 milioane USD pentru 2,5 ani de operațiuni de misiune.
Ajustat cu inflația, Perseverance este a șasea misiune în topul celor mai scumpe misiuni planetare robotice a NASA, fiind mai ieftină decât msiunea predecesorul său, roverul Curiosity. Perseverance a beneficiat de hardware-ul de rezervă și de proiectare build-to print (în conformitate cu specificațiile exacte ale clientului) din misiunea Curiosity, care a contribuit la reducerea costurilor de dezvoltare și a economisit „probabil zeci de milioane, dacă nu chiar 100 de milioane de dolari”, conform inginerului adjunct al Mars 2020 Keith Comeaux.

## Mass-media și impactul cultural

### Parașuta cu mesajul secret

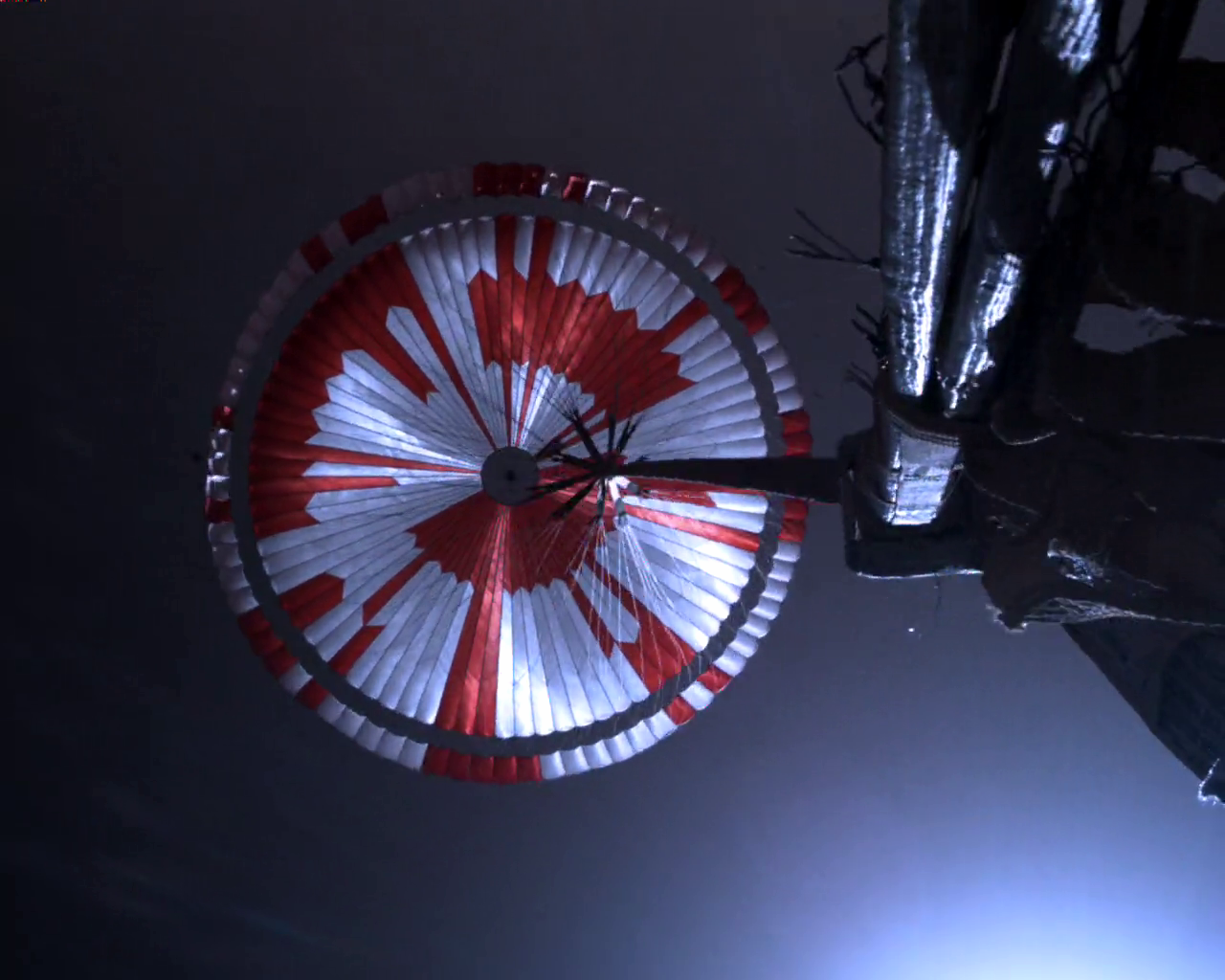
Parașuta lui Perseverance în timpul coborârii

Parașuta alb-portocalie folosită de rover pentru a ateriza pe Marte conținea un mesaj secret, care a fost descoperit și descifrat de Twitter. Inginerul de sistem al NASA, Ian Clark, a folosit un cod binar pentru modelul reprezentat de culorile parașutei pentru a scrie mesajul Dare Mighty Things („Îndrăznește lucruri mărețe”). 
Parașuta de 70 de metri lățime a constat din 80 de benzi de țesătură care formează un baldachin în formă de emisferă și fiecare bandă este formată din patru bucăți. Dr. Clark avea astfel 320 de piese pentru a lucra și codifica mesajul său secret. De asemenea, pe inelul exterior al parașutei sunt codificate literele și cifrele 34 11 58 N 118 10 31 W, care reprezintă coordonatele GPS pentru sediul JPL din Pasadena, California (34°11’58” N 118°10’31” W). Doar aproximativ șase persoane știau despre acest lucru înainte de aterizarea din 18 februarie, a spus Ian Clark. Codul a fost găsit și descifrat în doar câteva ore după ce echipa Perseverance a spus într-o conferință de presă „Uneori, noi ascundem mesaje pentru ca alții să le descopere. Așadar, vă învităm pe toți să încercați și să ne arătați munca voastră”.
„Îndrăznește lucruri mărețe” este un citat din președintele Theodore Roosevelt și reprezintă motto-ul neoficial al JPL. Este adesea folosit la JPL și împodobește mulți dintre pereții centrului. 

## Imagini trimise de rover

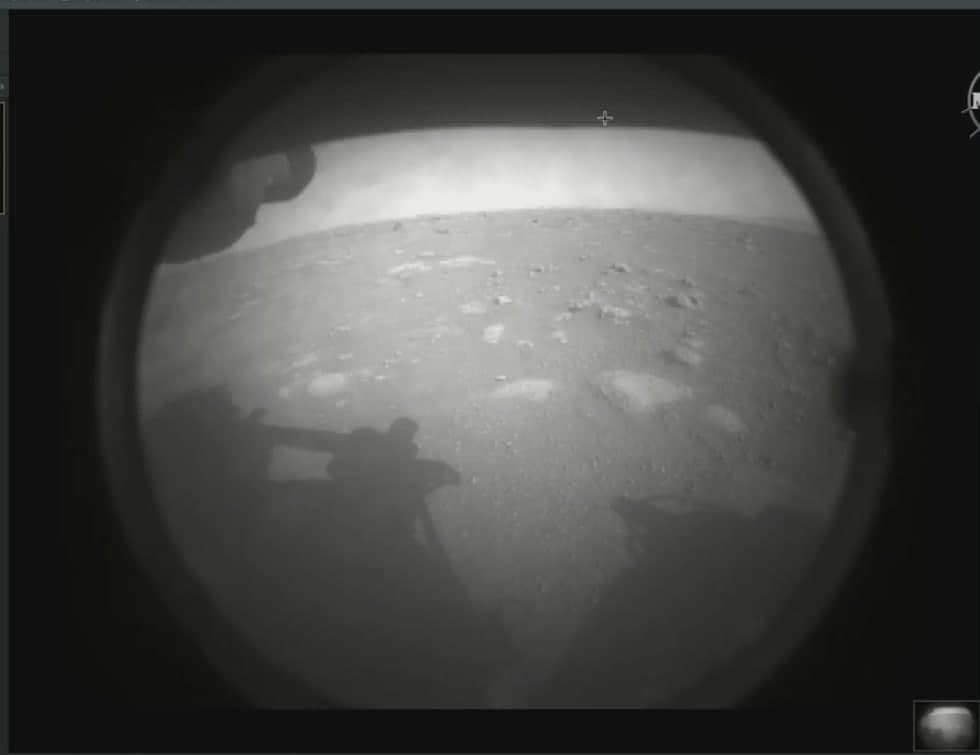
Prima imagine de la Perseverance
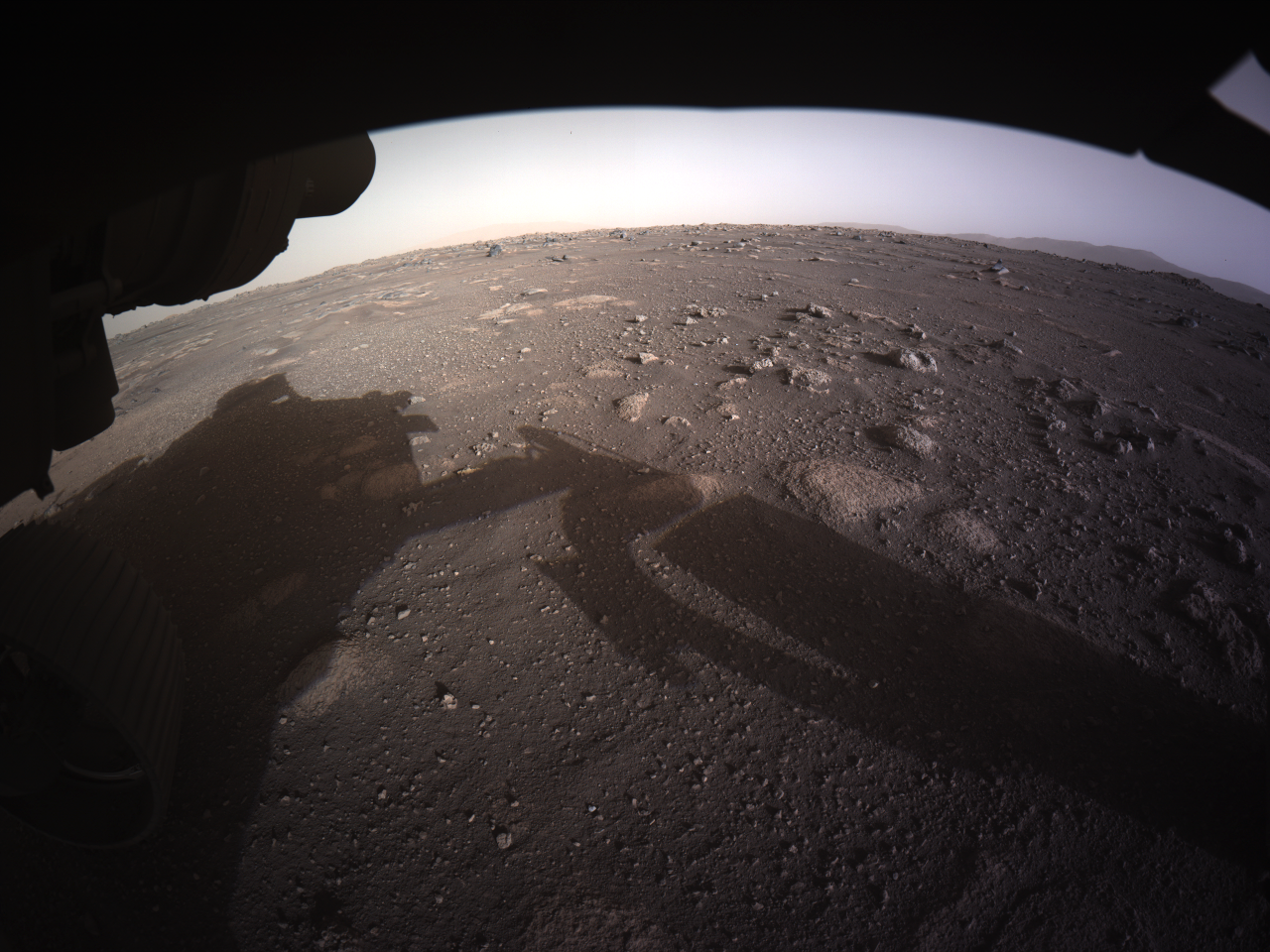
Prima imagine color
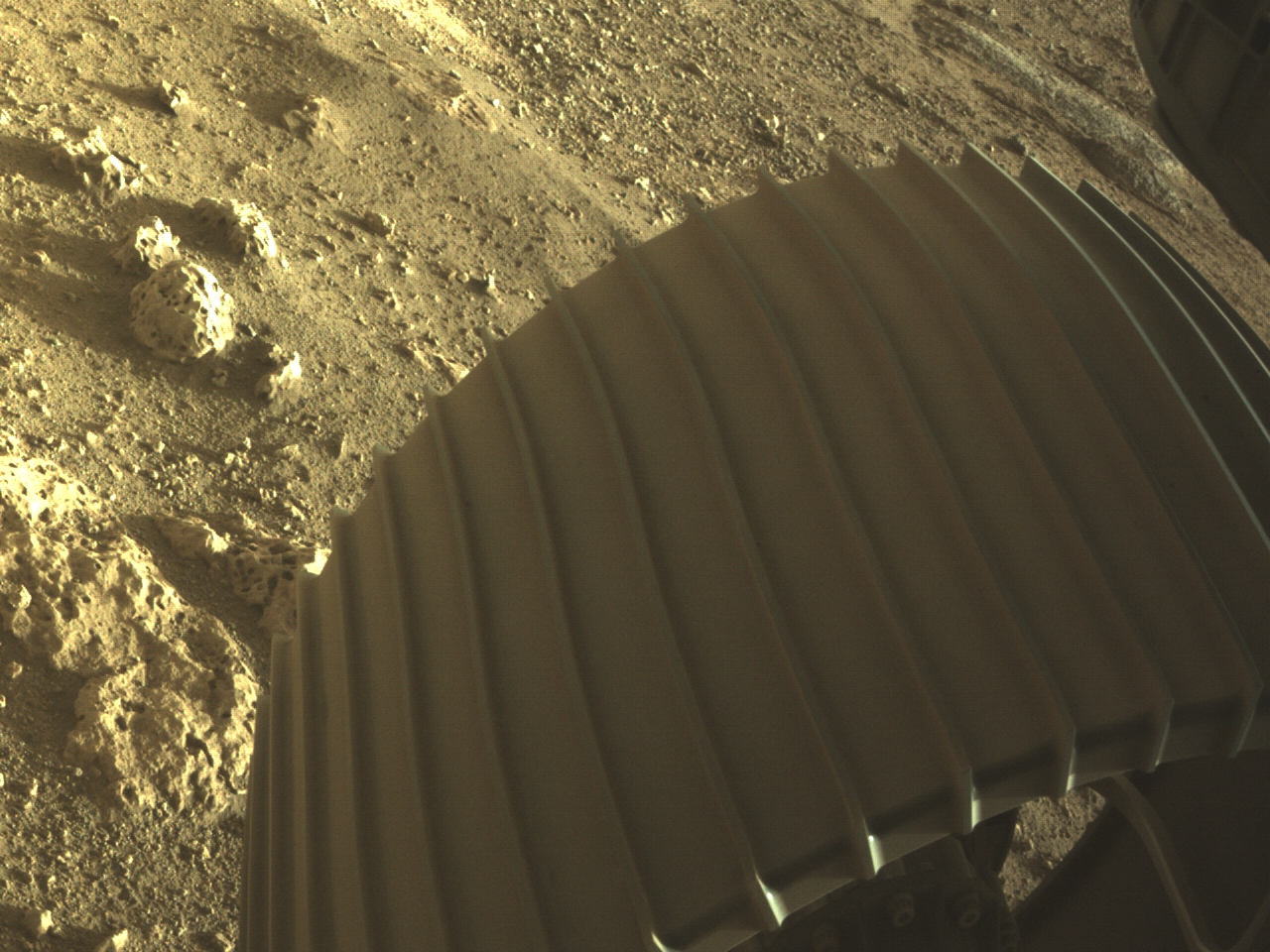
Una din roțile lui Perseverance
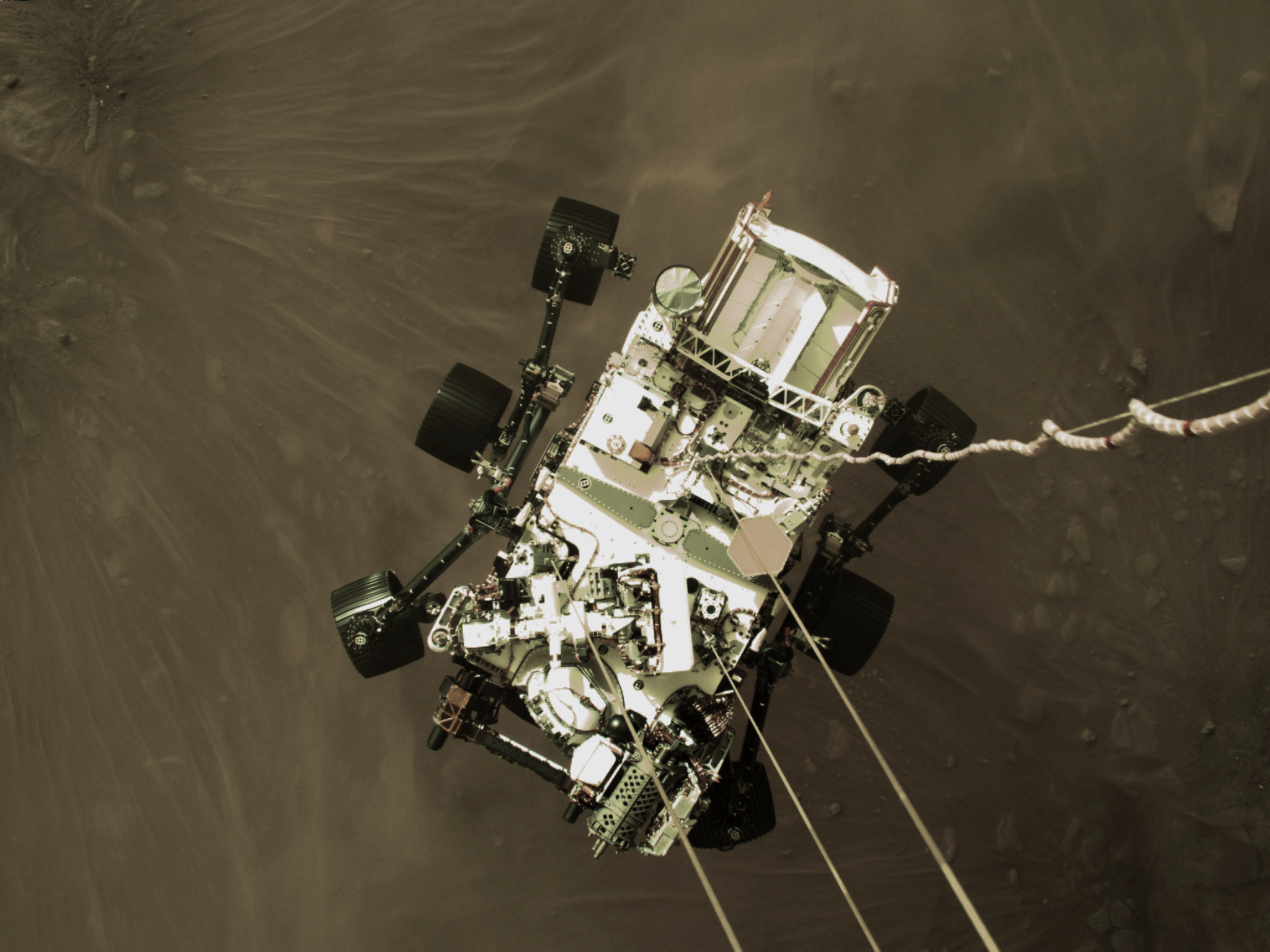
Roverul Perseverance cu câteva secunde înainte de aterizare văzut de pe sistemul skycrane